# Fjälltjärnen, Jämtland
Fjälltjärnen är en sjö i Östersunds kommun i Jämtland och ingår i Ljungans huvudavrinningsområde.